# Нассім Бужеллаб
Нассім Бужеллаб (араб. نسيم بوجلاب, нар. 20 червня 1999, Гаґен, Німеччина) — марокканський футболіст, півзахисник німецького клубу «Шальке 04» та національної збірної Марокко. На умовах оренди грає за фінський клуб ГІК.

## Ігрова кар'єра

### Клубна
Нассім Бужеллаб народився у німецькому містечку Гаґен і футболом почав займатися у місцевих клубах. У 2014 році він приєднався до академії клубу «Шальке 04». Своєю грою футболіст допоміг молодіжній команді клубу виграти Західну Бундеслігу.
У березні 2019 року Бужеллаб зіграв свій перший матч у основному складі у Бундеслізі. А влітку футболіст продовжив дію контракту з клубом до 2022 року.

### Збірна
Нассім Бужеллаб має також і німецьке громадянство. Та восени 2020 року у товариському матчі проти збірної Сенегалу він дебютував у складі національної збірної Марокко.

## Титули і досягнення
- Чемпіон Фінляндії (1):

ГІК: 2022